# Education Act 1918
Education Act 1918 eller Fisher Act var en parlamentsakt i Storbritannien från 1918. Genom lagen utökades skolplikten till att gälla upp till 14 års ålder.

### Fotnoter
1. ↑  ”Education Leaving Age” (på engelska). Politics. 10 mars 2012. http://www.politics.co.uk/reference/education-leaving-age. Läst 6 september 2014.